# حاکم ژوانگ چین
حاکم ژوانگ از چین (به چینی: 秦襄公؛ مرگ ۷۷۸ پ. م)؛ فرمانروای ایالت چین در دودمان ژو از ۸۲۱ پ. م تا ۷۷۸ پ. م بود. ایالت چین در آینده همه کشور چین را یکپارچه ساخت و تبدیل به دودمان چین شد. نام اجدادی او یینگ (嬴) و حاکم ژوانگ نام پسامرگ او بود.

## سلطنت
حاکم ژوانگ پس از کشته شدن پدرش چین ژونگ در نبرد با قبایل رونگ در سال ۸۲۲ پ. م، فرمانروای چین شد. پادشاه شوآن ژو به حاکم ژوانگ و چهار برادر کوچکترش هفت هزار سرباز داد و آنها رونگ را شکست دادند. پادشاه شوآن سپس قلمرو چوانچیو (犬丘، همچنین به نام شیچویی، در شهرستان لی، گانسو امروزی) را به چین اعطا کرد، که قبلاً متعلق به شاخه اصلی طایفه یینگ بود که توسط رونگ نابود شده بودند؛ حاکم ژوانگ پایتخت این ایالت را از چین (در شهرستان ژانگجیاچوان، گانسو امروزی) به چوانچیو جابجا کرد.

## خانواده
حاکم ژوانگ سه پسر داشت. بزرگ‌ترین، شیفو (世父)، تاج و تخت را رد کرد و ترجیح داد علیه قبایل رونگ که پدربزرگش، چین ژونگ را کشته بودند، مبارزه کند. حاکم ژوانگ پس از ۴۴ سال سلطنت در سال ۷۷۸ پ. م درگذشت و دومین پسرش حاکم شیانگ چین جانشین وی شد. دختر حاکم ژوانگ، مو یینگ (缪嬴)، در سال ۷۷۷ پ. م با یکی از رهبران رونگ، کینگ فنگ (豐王) ازدواج سیاسی کرد.